# Macandrewia azorica
Macandrewia azorica is een sponssoort in de taxonomische indeling van de gewone sponzen (Demospongiae). Het lichaam van de spons bestaat uit kiezelnaalden en sponginevezels, en is in staat om veel water op te nemen. 
De spons behoort tot het geslacht Macandrewia en behoort tot de familie Macandrewiidae. De wetenschappelijke naam van de soort werd voor het eerst geldig gepubliceerd in 1859 door Gray.